# Consenso de posguerra
El consenso de posguerra es una tesis que describe la cooperación política en la historia política británica, desde el final de la Segunda Guerra Mundial en 1945 hasta finales de la década de 1970, y su repudio por parte de la líder del Partido Conservador, Margaret Thatcher. Las mayorías de ambos partidos estuvieron de acuerdo. El consenso toleraba o fomentaba la nacionalización, los sindicatos fuertes, la regulación estricta, los impuestos elevados, y un estado de bienestar generoso.
El concepto establece que hubo un consenso generalizado que cubría el apoyo a un paquete coherente de políticas que se desarrollaron en la década de 1930 y que se prometieron durante la Segunda Guerra Mundial, centradas en economía mixta, keynesianista, y un estado de bienestar amplio. En los últimos años, los historiadores han debatido al momento de la interpretación, preguntandose si se había debilitado y colapsado antes de que llegara el thatcherismo en 1979. También se ha debatido si realmente existió un «consenso de posguerra».

## Orígenes del consenso de posguerra
Paul Addison desarrolló plenamente la tesis del consenso de posguerra. El argumento básico es que en la década de 1930, los intelectuales liberales dirigidos por John Maynard Keynes y William Beveridge desarrollaron una serie de planes que se volvieron especialmente atractivos cuando el gobierno, en tiempos de guerra, prometió una Gran Bretaña posguerra mucho mejor, y vio la necesidad de involucrar a todos los sectores de la sociedad.
Los cimientos del consenso de la posguerra se remontan al Informe Beveridge; que fue un informe de William Beveridge, un economista liberal que en 1942 formuló el concepto de un estado de bienestar en Gran Bretaña. El informe en términos abreviados, tenía como objetivo llevar una reforma generalizada al Reino Unido, y lo hizo identificando a «los cinco gigantes en el camino de la reconstrucción: Deseo… Enfermedad, Ignorancia, Miseria y Ociosidad». En el informe se etiquetaron una serie de recomendaciones: el nombramiento de un ministro para controlar todos los planes de seguros; un pago semanal estándar de las personas que trabajan como contribución al fondo del seguro; pensiones de vejez, subsidios de maternidad, subsidios de funeral, pensiones para viudas y para personas heridas en el trabajo; establecer un nuevo servicio nacional de salud.
El consenso de la posguerra incluyó la creencia en una economía keynesiana, una economía mixta con la nacionalización de las principales industrias, el establecimiento del Servicio Nacional de Salud  y la creación de un estado moderno de bienestar en Gran Bretaña. Las políticas fueron instituidas por todos los gobiernos (tanto laboristas como conservadores) en el periodo de posguerra. Se ha mantenido el consenso para caracterizar la política británica hasta la crisis económica de la década de 1970 (ver Secondary banking crisis of 1973–1975) que condujo al final del boom económico de la posguerra y al surgimiento de la economía monetarista. Las raíces de su economía, sin embargo, se derivan de la crítica de la economía de la depresión de entreguerras. El estilo de economía de Keynes alentó un papel más activo del gobierno para «gestionar la demanda global de modo que hubiera un equilibrio entre la demanda y la producción». Se afirmó que en el periodo comprendido entre 1945 y 1970 (los años del consenso) el desempleo promedió fue menor al 3%, aunque sigue en duda la legitimidad de si esto se debió únicamente a Keynes.
La primera elecciones generales desde 1935 se celebraron en Gran Bretaña en mayo de 1945, lo que le dio una victoria aplastante al Partido Laborista, cuyo líder era Clement Attlee. Las políticas emprendidas e implementadas por este gobierno laborista sentaron las bases del consenso. El Partido Conservador aceptó muchos de estos cambios y prometió no revertirlos en su Carta Industrial. Attlee, utilizando el Informe Beveridge y la economía keynesiana, presentó sus planes para lo que se conoció como The Attlee Settlement.
Las principales áreas que abordarían serían:
1. La economía mixta
2. Pleno empleo
3. Conciliación de los sindicatos
4. Bienestar
5. Retirada del imperio

## Áreas de política de consenso
El gobierno de coalición durante la guerra, encabezado por Churchill y Attlee, firmó una serie de libros blancos que prometían a Gran Bretaña un estado de bienestar mucho mejor después de la guerra. Las promesas incluían el servicio nacional de salud y la expansión de la educación, la vivienda, y varios programas de bienestar. También se incluyó la nacionalización de industrias débiles.
En educación, la legislación principal fue la Ley de la Educación de 1944, redactada por el conservador Rab Butler, un moderado, con su adjunto, el laborista James Chuter Ede, un ex profesor que se convertiría en Ministro del Interior durante la administración de Attlee.  Expandió y modernizó el sistema educativo y pasó a formar parte del consenso. El Partido Laborista no desafió el sistema de escuelas públicas de élite: estas se convirtieron en parte del consenso. También pidió la construcción de muchas universidades nuevas para ampliar drásticamente la base educativa de la sociedad. Los conservadores no desafiaron la medicina socializada del Servicio Nacional de Salud; de hecho, se jactaron de que podrían hacer un mejor trabajo ejecutándolo.
En términos de política exterior,  hay mucha evidencia que sugiere que hubo un conjunto de puntos de vista compartidos que estaban arraigados en el papel de la historia reciente. Dennis Kavanagh y Peter Morris enfatizaron la importancia de la Segunda Guerra Mundial, y el gabinete de tiempos de guerra, al generar un conjunto de valores que fueron compartidos entre los principales partidos arraigados en los eventos que condujeron a la guerra: "El atlantismo, el desarrollo de una disuasión nuclear independiente, el proceso de retirada imperial y el europeísmo reacio: todos se originaron en el Gobierno laborista de 1945 y posteriormente continuaron... por sus sucesores". Sin embargo, hubo algunos desacuerdos en áreas de política exterior, como la introducción de la  Commonwealth, donde "el laborismo se opuso a la 'retórica imperial' conservadora con el idealismo de la Commonwealth" o, en la misma línea, la descolonización, que se convirtió en un "importante tema del conflicto partidista" en el que los conservadores mostraron una renuencia a devolver las posesiones colonial, así como el proceso gradual de independencia.
Se argumenta que desde 1945 hasta la llegada de Margaret Thatcher en 1979, hubo un amplio consenso nacional multipartidista sobre política social y económica, especialmente en lo que respecta al estado de bienestar, los servicios de salud nacionalizados, la reforma educativa, la economía mixta, la regulación gubernamental, la macroeconomía, las políticas y el pleno empleo keynesiano. Aparte de la cuestión de la nacionalización de algunas industrias, estas políticas fueron ampliamente aceptadas por los tres partidos principales, así como por la industria, la comunidad financiera y el movimiento obrero. Hasta la década de 1980, los historiadores coincidieron en general en la existencia y la importancia del consenso. Algunos historiadores como Ralph Miliband expresaron su decepción porque el consenso era un pequeño paquete modesto, o incluso conservador, que bloqueaba una sociedad completamente socializada. El historiador Angus Calder se quejó amargamente de que las reformas de la posguerra eran una recompensa inadecuada por los sacrificios de la guerra, y una cínica traición a la esperanza del pueblo de una sociedad de posguerra más justa.
Sin embargo, aún es importante señalar que no hubo un acuerdo total entre los dos partidos principales, y todavía había políticas que los conservadores no apoyaban, como la forma en que se implementaría el Servicio Nacional de Salud. Henry Willink, quien fue ministro de salud conservador de 1943 a 1945, se opuso a la nacionalización de los hospitales. Esto podría indicar que el consenso de posguerra pudo haber sido exagerado, como han argumentado muchos historiadores.

### Revisionismo laboral
The Future of Socialism de Anthony Crosland, publicado en 1956, fue uno de los libros más influyentes en el pensamiento del Partido Laborista británico de posguerra. Fue el trabajo fundamental de la escuela "revisionista" de la política laborista.
Un argumento central del libro es la distinción de Crosland entre "medios" y "fines". Cosland demuestra la variedad de pensamiento socialista a lo largo del tiempo y argumenta que una definición de socialismo basada en la nacionalización y la propiedad pública es errónea, ya que estos son simplemente un medio posible para un fin. Para Crosland, el objetivo definitorio de la izquierda debería ser una mayor igualdad social. Crosland argumentó que:

En Gran Bretaña, la igualdad de oportunidades y la movilidad social ... no son suficientes. Deben combinarse con medidas ... para igualar la distribución de recompensas y privilegios y para así disminuir el grado de estratificación de clases, las injusticias de las grandes desigualdades y el descontento colectivo..

Crosland también argumentó que un ataque a las desigualdades injustificadas le daría a cualquier partido de izquierda un proyecto político para hacer de la definición del punto final de "cuánta igualdad" una cuestión secundaria y más académica.
Crosland también desarrolló su argumento sobre la naturaleza del capitalismo (desarrollando el argumento en su contribución en 'La Transición de Capitalismo', en el volumen de 1952 de New Fabian Essays), al preguntar, "¿Es esto todavía capitalismo?". Crosland argumentó que el capitalismo de posguerra había cambiado fundamentalmente, lo que significa que la afirmación marxista de que no era posible perseguir la desigualdad en una economía capitalista ya no era cierta. Crosland Escribió que:

Los rasgos más característicos del capitalismo han desaparecido: el dominio absoluto de la propiedad privada, el sometimiento de toda la vida a las influencias del mercado, el dominio del ánimo de lucro, la neutralidad del gobierno, la típica división laissez-faire del ingreso y la ideología de los derechos individuales.

Crosland argumentó que estas características de un capitalismo gerencial reformado eran irreversibles. Otros dentro del Partido Laborista argumentaron que Margaret Thatcher y Ronald Reagan provocaron su reversión.
Un tercer argumento importante fue la visión liberal de Crosland de la "buena sociedad". Aquí, su objetivo era el dominio en el pensamiento laborista y fabiando de Sidney Webb y Beatrice Webb, y una visión burocrática de arriba hacia abajo bastante gris del proyecto socialista. Siguiendo a Tawney, Crosland enfatizó que la igualdad no significaría uniformidad:

No solo necesitamos mayores exportaciones y pensiones para la vejez, sino más cafés al aire libre, calles más luminosas y alegres por la noche, horas de cierre más tardías para los bares, más teatros con repertorio local, hoteleros y restauradores más hospitalarios, restaurantes más limpios y brillantes, más cafés junto al río, más jardines de placer en el modelo de Battersea, más murales y cuadros en lugares públicos, mejores diseños para los muebles, cerámica y ropa de mujer, estatuas en el centro de las nuevas urbanizaciones, nuevas farolas y quioscos telefónicos mejor diseñados y así ad infinitum.

### Butskellismo
El "butskellismo" era algo satírico que a veces se usaba en la política británica para referirse a este consenso, en la década de 1950 y asociado con el ejercicio del cargo del Canciller de Hacienda por Rab Butler del Partido Conservador y Hugh Gaitskell del Partido Laborista. El plazo era inspirado en un artículo de fondo en The Economist por Norman Macrae, qué dramatizó la convergencia reclamada por referir a un ficticio "Señor Butskell".

## Debate sobre el consenso
Se discute mucho sobre hasta qué punto hubo realmente un consenso, y también se ha cuestionado como un mito. Muchos pensadores e historiadores políticos han argumentado tanto a favor como en contra del concepto del consenso. Paul Addison, el historiador más acreditado con el desarrollo de la tesis, ha entablado discusiones sobre el tema con figuras como Kevin Jeffreys, quien no está de acuerdo. Jeffreys dice que "gran parte del programa laborista después de 1945 debe recordarse, y que este fue ferozmente impugnado en ese momento" usando el ejemplo de los conservadores para votar en contra del NHS. Atribuye a la guerra la razón del resultado "impactante" de las elecciones generales de 1945. Addison aborda muchas de las afirmaciones de Jeffreys, como el argumento de que si los conservadores hubieran podido sacar provecho del Informe Beveridge, habrían sido los que tuvieran un mandato poderoso para seguir en la política; no el Partido Laborista. Addison también cambia su postura en este artículo, afirmando como él  "exageró hasta qué punto la 'opinión media' ya prevalecía en los bancos del frente" y determinando que, de hecho  "está de acuerdo con gran parte del análisis del Dr. Jeffreys".
También hay una serie de otras interpretaciones del consenso que muchos historiadores han discutido, como el del historiador laborista Ben Pimlott. Él dice que esta idea es un "espejismo, y una ilusión que rápidamente se desvanece cuanto más nos acercamos a ella." Pimlott ve mucha disputa y poca armonía. Señala que el término "butskellismo" significa armonía de política económica entre las partes, pero en la práctica era un término de abuso, no de celebración. En 2002, Scott Kelly afirmó que, de hecho, había una discusión sostenida sobre el uso de controles físicos, política monetaria e impuestos directos. Los politólogos Dennis Kavanagh y Peter Morris defienden el concepto, argumentando que existían continuidades claras e importantes con respecto a las políticas hacia la economía, el pleno empleo, los sindicatos y los programas de bienestar. También hubo un acuerdo sobre las principales cuestiones de política exterior. El historiador británico David Kynaston considera que el período de consenso de la posguerra es un período único y distinto en la historia de Gran Bretaña del siglo XX, y se ha comprometido a trazar un mapa del desarrollo de la sociedad británica entre 1945 y 1979 en su serie de libros titulados Tales of a New Jerusalem. Hasta ahora, se han publicado tres volúmenes que abarcan los años 1945-1963.
Dean Blackburn ofrece un argumento diferente sobre la precisión del consenso. Afirma que el llamado consenso no surgió de un acuerdo ideológico, sino más bien epistemológico (si es que hubo uno). Deja en claro las diferencias ideológicas entre los conservadores y el Partido Laborista; de los cuales, los segundos querían abiertamente una sociedad igualitaria y equitativa, mientras que los primeros eran más reacios. Más bien, sugiere que un examen de las creencias epistemológicas compartidas por los partidos - "ideas similares sobre la conducta política apropiada", "una sospecha común compartida de la noción de que la política podría servir para fines fijos y... creía que el cambio evolutivo era preferible al radical" - ofrecería una mejor idea de si hubo un conceso o no. resume este dicho que en lugar de estar "arraigado en creencias ideológicas comunes sobre los fines deseables de la actividad política, el consenso puede haber surgido de supuestos epistemológicos y las proposiciones políticas que se derivaron de ellos".

## Derrumbamiento del consenso
Los conservadores orientados al mercado cobraron fuerza en la década de 1970 frente a la parálisis económica. Ellos redescubrieron Road to Serfdom de Friedrich Hayek (1944) y trajeron a Milton Friedman, el líder de la Escuela de Economía de Chicago. Predicó el monetarismo para desacreditar el keynesianismo. Keith Joseph jugó un papel importante como asesor de Thatcher.
El propio keynesianismo ya no parecía ser la bala mágica de las crisis económicas de los años setenta. Mark Kesselman et al. argumentaron lo siguiente:
 

Gran Bretaña sufría económicamente sin crecimiento y con un creciente descontento político; ... el "
Invierno del descontento" destruyó el consenso colectivista británico y desacreditó el estado de bienestar keynesiano.

Los acontecimientos globales como la crisis del petróleo de 1973 presionaron el consenso de posguerra; esta presión se intensificó por problemas internos como la alta inflación, la semana de tres días y los disturbios industriales (particularmente en la industria de la minería del carbón en declive).  A principios de 1976, las expectativas de que la inflación y el doble déficit empeorarían la precipitación de una crisis de la libra esterlina. Para octubre, la libra había caído casi un 25% en frente al dólar. En este punto, el Banco de Inglaterra había agotado sus reservas extranjeras tratando de apuntalar la moneda y, como resultado, el gobierno de Callaghan se vio obligado a solicitar al Fondo Monetario Internacional un préstamos de £2.3 mil millones, que para entonces había sido el préstamos más grande que el FMI había hecho jamás. A cambio, el FMI exigió recortes masivos del gasto y un endurecimiento de la oferta monetaria. Eso marcó una suspensión de la economía keynesiana en Gran Bretaña.  Callaghan reforzó este mensaje en su discurso ante la Conferencia de Partido Laboral en el punto álgido de la crisis, diciendo:

Solíamos pensar que se podía salir de una recesión y aumentar el empleo mediante la reducción de impuestos y el aumento del gasto público. Les digo con toda sinceridad que esa opción ya no existe, y en la medida en que existió, solo funcionó en cada ocasión desde la guerra inyectando una mayor dosis de inflación en la economía, seguida de un mayor nivel de desempleo como el paso siguiente.

 Una causa del supuesto colapso del consenso de posguerra es la idea de la tesis de la sobrecarga estatal, examinada principalmente en el Reino Unido por el politólogo Anthony King. Él resume la cadena de eventos diciendo: "Érase una vez, entonces, el hombre miró a Dios para ordenar el mundo. Luego miró al mercado. Ahora mira al gobierno". Se sugiere que debido al aumento de la demanda al gobierno durante los años del consenso, creció un desequilibrio entre lo que era posible cumplir, y las demandas que se habían creado. El proceso se definió como cíclico: "más demandas significa más intervención del gobierno, lo que genera aún más expectativas". Se cree que estos escrúpulos con el consenso son los que llevaron, en parte, al surgimiento de la Nueva Derecha y Margaret Thatcher.
Thatcher revirtió otros elementos del consenso de posguerra, como cuando su Ley de Vivienda de 1980 permitió a los residentes comprar sus pisos. Aun así, Thatcher mantuvo nuevos elementos clave del consenso de posguerra, como la atención médica nacionalizada.  
Prometió a los británicos en 1982 que el Servicio Nacional de Salud está "seguro en nuestras manos."
Los economistas Stephen Broadberry y Nicholas Crafts han argumentado que las prácticas anticompetitivas, consagradas en el consenso de la posguerra, parecen haber obstaculizado el funcionamiento eficiente de la economía y, por ende, la reasignación de sus recursos para su uso más rentables. David Higgins dice que los datos estadísticos apoyan a Broadberry y Crafts.
El consenso fue visto cada vez más por la derecha como la causa del relativo declive económico de Gran Bretaña. Los seguidores de las creencias políticas de la Nueva Derecha vieron su ideología como la solución a los dilemas económicos de Gran Bretaña en la década de 1970. Cuando el Partido Conservador ganó las elecciones generales de 1979 tras el Invierno del descontento de 1978-1979, implementó las ideas de la Nueva Derecha y puso fin al consenso de posguerra. Un consenso thatcherista similar existiría durante el mandato de John Major, con Neil Kinnock, John Smith y Tony Blair en su mayoría aceptando las políticas defendidas por los conservadores en este momento; esto continuó hasta la crisis financiera de 2007–2008, que convenció a los políticos de abandonar los preceptos neoliberales de la Nueva Derecha, y la desregulación a favor de metodologías keynesianas.

## Nueva Zelanda
Fuera de Gran Bretaña, el término "consenso de posguerra" se utiliza para una era de la historia política de Nueva Zelanda, desde el primer gobierno del Partido Laborista de Nueva Zelanda en la década de 1930 hasta la elección de un Partido Laborista fundamentalmente cambiado en 1984, después de años de mayoría del Partido Nacional de Nueva Zelanda. Como en el Reino Unido, se construyó en torno a un "compromiso histórico" entre las diferentes clases de la sociedad: los derechos, la salud y la seguridad del empleo para todos los trabajadores estarían garantizados, a cambio de la cooperación entre sindicatos y empleadores. Los principios ideológicos clave de los gobiernos de la época fueron la política económica keynesiana,  el intervencionismo pesado, la regulación económica y un estado de bienestar muy poderoso.

## Otras lecturas
- Addison, Paul. The road to 1945: British politics and the Second World War (1975).
- Addison, Paul, 'Consenso Revisited', VTwentieth Century British History, 4/1, (1993) pp. 91@–94
- Negro, Lawrence, y Hugh Pemberton. An Affluent Society? Britain's Post-war 'Golden Age' Revisited  (Gower, 2004).
- Broadberry, Stephen y Oficios de Nicholas (2003). ""UK Productivity Performance from 1950 to 1979: A Restatement of the Broadberry-Crafts View" ((requiere suscripción)) en The Economic History Review, vol. 56, Núm. 4, pp. 718@–35.
- Dutton, David. British Politics Since 1945: The Rise, Fall and Rebirth of Consensus (2.º ed. Blackwell, 1997); La historia política vista desde un punto de vista del Consenso
- Harrison, Brian. "The rise, fall and rise of political consensus in Britain since 1940." History 84.274 (1999): 301-324. On-line
- Jefferys, Kevin, The Churchill Coalition and Wartime Politics, 1940-45, (1995).
- Jones, Harriet y Michael Kandiah, eds. The Myth of Consensus: New Views on British History, 1945–64  (1996) excerpt
- Lowe, Rodney. "The Second World War, consensus, and the foundation of the welfare state." Twentieth Century British History 1#2 (1990): 152@–182.
- O'Hara, Glen. From dreams to disillusionment: economic and social planning in 1960s Britain (Palgrave Macmillan, 2007) on-line PhD versión
- Reeves, Rachel, y Martin McIvor. From dreams to disillusionment: economic and social planning in 1960s Britain" Renewal: a Journal of Labour Politics 22#3/4 (2014): 42+. On-line Archivado el 15 de diciembre de 2018 en Wayback Machine.
- Ritschel, Daniel.  "Consensus in the Postwar Period After 1945," In David Loades, ed., Reader's Guide to British History (2003) 1:296@–97.
- Toye, Richard. "From 'Consensus' to 'Common Ground': The Rhetoric of the Postwar Settlement and its Collapse," Journal of Contemporary History (2013) 48#1 pp. 3@–23.
- Williamson, Adrian. "The Bullock Report on Industrial Democracy and the Post-War Consensus." Contemporary British History 30#1 (2016): 119@–49.

### Butskellismo
- Kelly, S. (2002). The Myth of Mr. Butskell: The Politics of British Economic Policy, 1950–55. London: Ashgate. ISBN 978-0-7546-0604-8.
- Rodamientos, Neil. "'Poor Mr Butskell: A Short Life, Wrecked by Schizophrenia'?." Twentieth Century British History 5#2  (1994): 183@–205.
- Rodamientos, Neil. "Butskellism, the postwar consensus and the managed economy." in Harriet Jones and Michael Kandiah, eds. The Myth of Consensus: New Views on British History, 1945–64 (1996) pp. 97@–119 excerpt